# Enth
Enth ist eine seit 2011 aktive Death- und Funeral-Doom-Band.

## Geschichte
Die polnische Band Enth veröffentlichte im Jahr 2011 ihr selbstbetiteltes Debütalbum, das über ein Konglomerat aus mehreren international agierenden Labeln veröffentlicht wurde. Neben dem populären russischen Doom-Metal-Label Solitude Productions beteiligten sich diverse Unternehmen der Punk-, Crust- und Grindcore-Szene an der Veröffentlichung. Enth wurde von der internationalen Rezeption unterschiedlich aufgenommen. Die Kooperation mit Unternehmen der Punk- und Core-Szene führte auch zu Besprechungen in den Medien dieser Szene, wo das Album zum Teil auf Unverständnis stieß. In einer für das Punk-Magazine Ox-Fanzine verfassten Besprechung wurde lautete das von Ollie Fröhlich getroffene Urteil indes, es sei ein „[s]olides Debüt mit Potenzial“. In der eher an Metal und Doom Metal interessierten Musikpresse wie Doom-Metal.com wurde das Album als „anständiges Debüt“, „ein gutes Zeichen für die Zukunft“ und „erfolgreich“ bei der Verwirklichung des für das Genre wichtigen „Vermittlung von Qual, Elend, Leid, Trostlosigkeit“ und Depression beurteilt.
Dem Debüt folgte im Jahr 2012 eine Split-EP, die über ein ähnliches Label-Konglomerat veröffentlicht wurde, darunter das schweizerische Unternehmen Vendetta Records, das schottische Label At War with False Noise und das Label des Amarok- und Usnea-Schlagzeugers Zeke Optimo Rogers Orca Wolf Records. Für das Ox-Fanzine besprach erneut Ollie Fröhlich die Veröffentlichung und schrieb unter Bezug auf das Debüt, dass Enth „einen ordentlichen Schritt nach vorne“ geschafft hätten. Drei Jahre nach der Split-EP beteiligte sich Enth gemeinsam mit Embrace of Silence, Luna und Edenian an dem Split-Album Solitude Vaults: 10 Years of Doom. Das Debüt wurde vollständig als Teil des Split-Albums präsentiert. Und als „erstickender Funeral Doom“ sowie als „Rarität“ abseits des regulären Repertoires des Labels gelobt.

## Stil
Die von Enth gespielte Musik wird einem einfachen und rohen Funeral Doom und Death Doom zugesprochen. Die Musik weise „große Einflüsse von Corrupted“ aus, hieß es im Pressetext zu der gemeinsamen EP mit Amarok. Eine stilistische Nähe wird von Rezensenten zu Skepticism, Cathedral und Beneath the Frozen Soil attestiert.

„ENTH sind pur, einzelne schwere Gitarrenriffs bestimmen das Gesamtbild, kurz flackern depressive Melodien oder düstere Keyboards auf, während nach Minuten der Sänger unerwartet kreischend seinen Auftritt hat.“

Die Musik sei „langsam [und] schleppend, der Gesang setzt hier und da in bester Black Metal Manier ein, wobei nicht durchgehend gesungen wird, sondern nur fragmentartig“. Fröhlich vom Ox-Fanzine beschrieb die Musik der Split-EP als „monotone Schwere auf der Kriechspur, nach endlosen Minuten schweifen die Gitarren in eine Melodie ab und für kurze Momente blitzen akustische Instrumente aus der Soundwand hervor.“

## Diskografie
- 2011: Enth (Album, Solitude Productions, Halo of Flies, Wist, Addiction to War, W.I.F.A.G.E.N.A Records, Tombs in the Valley Productions, Zaraza Production)
- 2012: Enth/Amarok (Split-EP mit Amarok, Orca Wolf Records, At War with False Noise, Vendetta Records, Halo of Flies, Boue Records)
- 2015: Solitude Vaults: 10 Years of Doom (Split-Album mit Embrace of Silence, Luna und Edenian, Solitude Productions)